# Kaede Hondo
Kaede Hondo (本渡 楓 Hondo Kaede?,  Nagoya, Aichi, Japón, 6 de marzo de 1996) es una actriz de voz japonesa afiliada a I'm Enterprise. Ganó el premio junto a sus colegas Manaka Iwami, Tomori Kusunoki, Coco Hayashi y Rina Honizumi a la «mejor actriz revelación» en los Seiyū Awards de 2019.

## Filmografía

### Anime
| Año                                                                           | Título                                                             | Papel                           |
| ----------------------------------------------------------------------------- | ------------------------------------------------------------------ | ------------------------------- |
| 2015                                                                          | Aoharu × Kikanjū                                                   | Yūka                            |
| 2015                                                                          | Diabolik Lovers More, Blood                                        | Melissa                         |
| 2015                                                                          | Lance N' Masques                                                   | Estudiante                      |
| 2015                                                                          | Kamisama Minarai: Himitsu no Cocotama                              | Kokoro Yotsuba                  |
| 2015                                                                          | Noragami Aragoto                                                   | Tomoko                          |
| 2015                                                                          | Fushigi na Somera-chan                                             | Kukuru Nonomoto                 |
| 2016                                                                          | Dagashi Kashi                                                      | Niña                            |
| 2016                                                                          | Active Raid                                                        | Niña                            |
| 2016                                                                          | Oshiete! Galko-chan                                                | Yabana                          |
| 2016                                                                          | BBK/BRNK                                                           | Laetitia Nilgiri Swanson        |
| 2016                                                                          | Saijaku Muhai no Bahamut                                           | Colegiala                       |
| 2016                                                                          | Gakusen Toshi Asterisk 2                                           | Maria                           |
| 2016                                                                          | Shōnen Maid                                                        | Hiroshi Takei, Antaro, Kuromame |
| 2016                                                                          | Momokuri                                                           | Colegiala                       |
| 2016                                                                          | Handa-kun                                                          | Miyoko Kinjo                    |
| 2016                                                                          | Regalia: The Three Sacred Stars                                    | Yuinshiel Asteria               |
| 2016                                                                          | 91 Days                                                            | Luce Lagusa                     |
| 2016                                                                          | Danganronpa 3: The End of Kibōgamine Gakuen                        | Aiko Umezawa                    |
| 2016                                                                          | Mahō Shōjo Ikusei Keikaku                                          | Sumire                          |
| 2016                                                                          | BBK/BRNK 2                                                         | Laetitia Nilgiri Swanson        |
| 2016                                                                          | Monster Hunter Stories: Ride On                                    | Hanako                          |
| 2016                                                                          | Girlish Number                                                     | Yae Kugayama                    |
| 2016                                                                          | Keijo!!!!!!!!                                                      | Kazane Aoba                     |
| 2016                                                                          | Udon no Kuni no Kin'iro Kemari                                     | Nozomi Tanaka                   |
| 2017                                                                          | Urara Meirochō                                                     | Kon Tatsumi                     |
| 2017                                                                          | Fūka                                                               | Chitose Haruna                  |
| 2017                                                                          | Demi-chan wa Kataritai                                             | Hikari Takanashi                |
| 2017                                                                          | Kirakira PreCure a la Mode                                         | Miku Kenjo                      |
| 2017                                                                          | Battle Girl High School                                            | Kanon Kōgami                    |
| 2017                                                                          | Koi to Uso                                                         | Kizuna Nejima                   |
| 2017                                                                          | Anime-Gatari                                                       | Minoa Asagaya                   |
| 2018                                                                          | Toji No Miko                                                       | Kanami Etō                      |
| 2018                                                                          | Gakuen Babysitters                                                 | Midori Sawatari, Yuki Ushimaru  |
| 2018                                                                          | Märchen Mädchen                                                    | Ariko Kasumi                    |
| 2018                                                                          | Comic Girls                                                        | Koyume Koizuka                  |
| 2018                                                                          | Hinamatsuri                                                        | Hitomi Mishima                  |
| 2018                                                                          | Mahou Shoujo Site                                                  | Mikari Izumigamine              |
| 2018                                                                          | Chio-chan no Tsūgakuro                                             | Yuki Hosokawa                   |
| 2018                                                                          | RErideD                                                            | Mayuka                          |
| 2018                                                                          | Zombie Land Saga                                                   | Sakura Minamoto                 |
| 2018                                                                          | Kishuku Gakkou no Juliet                                           | Nia Pomera                      |
| 2018                                                                          | Irozuku Sekai no Ashita kara                                       | Kohaku Tsukishiro               |
| 2019                                                                          | Mini Toji                                                          | Kanami Etō                      |
| 2019                                                                          | Tensei Shitara Slime Datta Ken                                     | Tear                            |
| 2019                                                                          | Kimetsu no Yaiba                                                   | Shigeru Kamado                  |
| 2019                                                                          | Tejina-senpai                                                      | Senpai                          |
| 2019                                                                          | Kawaikereba Hentai demo Suki ni Natte Kuremasuka?                  | Mizuha Kiryū                    |
| 2019                                                                          | Mairimashita! Iruma-kun                                            | Iks Elisabetta                  |
| 2019                                                                          | Val × Love                                                         | Natsuki Saotome                 |
| 2020                                                                          | Itai no wa Iya nano de Bōgyoryoku ni Kyokufuri Shitai to Omoimasu. | Maple                           |
| 2020                                                                          | Oshi ga Budōkan Ittekuretara Shinu                                 | Reo Igarashi                    |
| 2020                                                                          | Shadowverse                                                        | Mimori Amamiya                  |
| 2020                                                                          | Majo no Tabitabi                                                   | Elaina                          |
| 2021                                                                          | Zombieland Land Saga Revenge                                       | Sakura Minamoto                 |
| 2021                                                                          | Slime Taoshite 300-nen, Shiranai Uchi ni Level Max ni Nattemashita | Laika                           |
| 2021                                                                          | Osananajimi ga Zettai ni Makenai Love Comedy                       | Shion Ohragi                    |
| 2021                                                                          | Seirei Gensōki                                                     | Flora Beltrum                   |
| 2021                                                                          | Mieruko-chan                                                       | Hana Yurikawa                   |
| 2021                                                                          | Takt op.                                                           | Anna Schneider                  |
| 2021                                                                          | Deep Insanity                                                      | Sumire Motiki                   |
| 2022                                                                          | Akebi-chan no Sailor-fuku                                          | Yasuko Nawashiro                |
| 2022                                                                          | Kotarō wa Hitori Gurashi                                           | Hiromi, Kakeru                  |
| 2022                                                                          | Yūsha, Yamemasu                                                    | Echidna                         |
| 2022                                                                          | Dance Dance Danseur                                                | Miyako Godai                    |
| 2022                                                                          | Paripi Kōmei                                                       | Eiko Tsukumi                    |
| 2022                                                                          | Isekai Yakkyoku                                                    | Charlotte "Lotte" Soller        |
| 2023                                                                          |                                                                    |                                 |
| Hyōken no Majutsushi ga Sekai wo Suberu                                       | Clarisse Cleveland                                                 |                                 |
| Itai no wa Iya nano de Bōgyoryoku ni Kyokufuri Shitai to Omoimasu. 2nd Season | Maple                                                              |                                 |
| Kimi no Koto ga Dai Dai Dai Dai Daisuki na 100-nin no Kanojo                  | Hakari Hanazono                                                    |                                 |
| Saikyō Onmyōji no Isekai Tenseiki                                             | Fiona Urd Alegreif                                                 |                                 |
| Jidōhanbaiki ni Umarekawatta Ore wa Meikyū ni Samayō                          | Lammis                                                             |                                 |
| Okashi na Tensei                                                              | Licorice Mill Fubaareku                                            |                                 |
| 2024                                                                          | Yozakura-san Chi no Daisakusen                                     | Mutsumi Yozakura                |

### Videojuegos
| Año  | Título                                             | Papel          |
| ---- | -------------------------------------------------- | -------------- |
| 2018 | Dead or Alive Xtreme Venus Vacation                | Fiona          |
| 2021 | Tsukihime Remake                                   | Ciel           |
| 2021 | Blue Archive                                       | Hifumi Ajitani |
| 2022 | Puella Magi Madoka Magica Side Story: Magia Record | Mikoto Sena    |
| 2025 | Venus Vacation Prism: Dead or Alive Xtreme         | Fiona          |